# Stronniczość testu
Stronniczość testu (ang. test bias) – zjawisko z dziedziny psychometrii polegające na wadliwości zastosowanego narzędzia pomiarowego, w wyniku czego obserwowane różnice między różnymi grupami społecznymi w wynikach testowych nie odzwierciedlają rzeczywistych różnic w poziomie mierzonej cechy. Stronniczość testów można rozumieć jako efekt „przychylności” zastosowanego testu psychologicznego wobec pewnych grup osób (np. osób z klasy średniej, białych, należących do kultury anglosaskiej itd.). E. Hornowska definiuje stronniczość testu jako brak trafności lub systematyczny błąd pomiaru występujący w stosunku do członków określonych grup.
Na możliwość stronniczości testów zwrócili uwagę już w 1905 r. francuscy psycholodzy Alfred Binet i Théodore Simon, którzy prowadzili pionierskie badania inteligencji dzieci. Zauważyli, że dzieci pochodzące ze środowisk o wyższym statusie społecznym osiągają zdecydowanie wyższe wyniki w testach inteligencji. Podstawowy problem polegał na określeniu, czy dzieci z rodzin o niższym statusie społecznym faktycznie są mniej inteligentne od swoich rówieśników z lepiej sytuowanych rodzin, czy też różnice w wynikach są konsekwencją nieodpowiednio dobranych pytań, gdyż osoby układające pytania również należały do osób o wyższym statusie społecznym.
Do pojęcia stronniczości testu zbliżone znaczeniowo jest pojęcie zróżnicowanego funkcjonowania pozycji testowej (w skrócie DIF).